# Стохастичке променљиве
Стохастичке варијабле или стохастичке променљиве су, по дефиницији, променљиве чије су вредности одређене резултатом експеримента.
Познавање стохастичке варијабле подразумева познавање само вероватноће с којом ће се неки догађај десити.

## Подела
Стохастичке варијабле се деле на:
- дискретне стохастичке варијабле
- континуалне стохастичке варијабле